# Autoroute Esterel-Côte d'Azur
Pour la société d'autoroutes dénommée « Escota », voir Autoroutes Esterel-Côte d'Azur.
L'Autoroute Estérel-Côte d'Azur est la première autoroute  à péage à avoir vu le jour sur le territoire français,.
Le chantier de construction a débuté en 1956, année de création de la société Escota qui gère toujours ce tronçon avec ses extensions réalisées depuis.
Dans la soirée du 2 décembre 1959, le Barrage de Malpasset situé en amont de la vallée du Reyran cède après 15 jours de pluies torrentielles. À deux kilomètres en aval du barrage les premières victimes sont des dizaines d'ouvriers travaillant aux terrassements de la future autoroute et résidant dans des baraquements de chantier.
Le 1er mars 1961 est la date de livraison de la section Puget-sur-Argens - Mandelieu-la-Napoule sur 26 km, puis c'est le 1er juillet de la même année qu'est ouverte la section reliant Mandelieu-la-Napoule à Villeneuve-Loubet sur une distance de 20 km.
Fin 1961, la longueur de cette nouvelle autoroute est de 46 km.

## Tracé
- Péage de Puget-sur-Argens
- Station service ANTAR
- : Fréjus
- : Mandelieu
- : Mougins
- : Antibes
- Péage de Villeneuve-Loubet

## Les débuts du péage
Son exploitation est à péage, un préposé horodate et distribue un ticket à l'usager en fonction de la classe de son véhicule et à la sortie, un autre agent le récupère pour calculer le montant du trajet parcouru[source insuffisante]. Le gouvernement Michel Debré annonce que ce péage sera supprimé « lorsque l'amortissement sera assuré »,.
Quatre classes de véhicules existent alors à ce moment-là.

## Appellations
En 1966, elle reçoit l'appellation de A8 tout comme les autres voies similaires bénéficiant de cette réforme. C'est en 1973 qu'elle prend le surnom de La Provençale.
L'autoroute A8 a été achevée de Coudoux à l'Italie en 1981.